# Huracán Leslie (2018)
El Huracán Leslie (conocido como Borrasca Leslie en España y Portugal una vez en categoría extratropical) fue el ciclón más potente en alcanzar la Península ibérica desde 1842 y uno de los huracanes del Atlántico más duraderos en el tiempo. Leslie fue la duodécima tormenta nombrada y sexto huracán de la temporada de huracanes del Atlántico de 2018.
La tormenta tuvo un origen no tropical, desarrollándose a partir de un sistema de bajas presiones desarrollado sobre el Océano Atlántico Norte el 22 de septiembre. La baja rápidamente adquirió características subtropicales y fue clasificado como tormenta subtropical en el día siguiente. El ciclón serpenteó sobre el Atlántico Norte y gradualmente se fue debilitando antes de ser absorbido por un sistema frontal el 25 de septiembre, el cual más tarde se intensificó a un huracán, deviniendo un huracán temprano el 3 de octubre, con vientos de 130 km/h. Para el día 10 de octubre, Leslie se volvió a fortalecer, logrando vientos de hasta 150 km/h y una presión central mínima de 969 mbar, el 12 de octubre. Leslie empezó a debilitarse al día siguiente, mientras aceleró hacia el nordeste, antes de transicionar a un ciclón extratropical ante la costa de Portugal el 13 de octubre.
El Huracán Leslie generó alertas y avisos importantes para el Archipiélago de Madeira, el primero registrado en su historia.

## Orígenes y transición extratropical

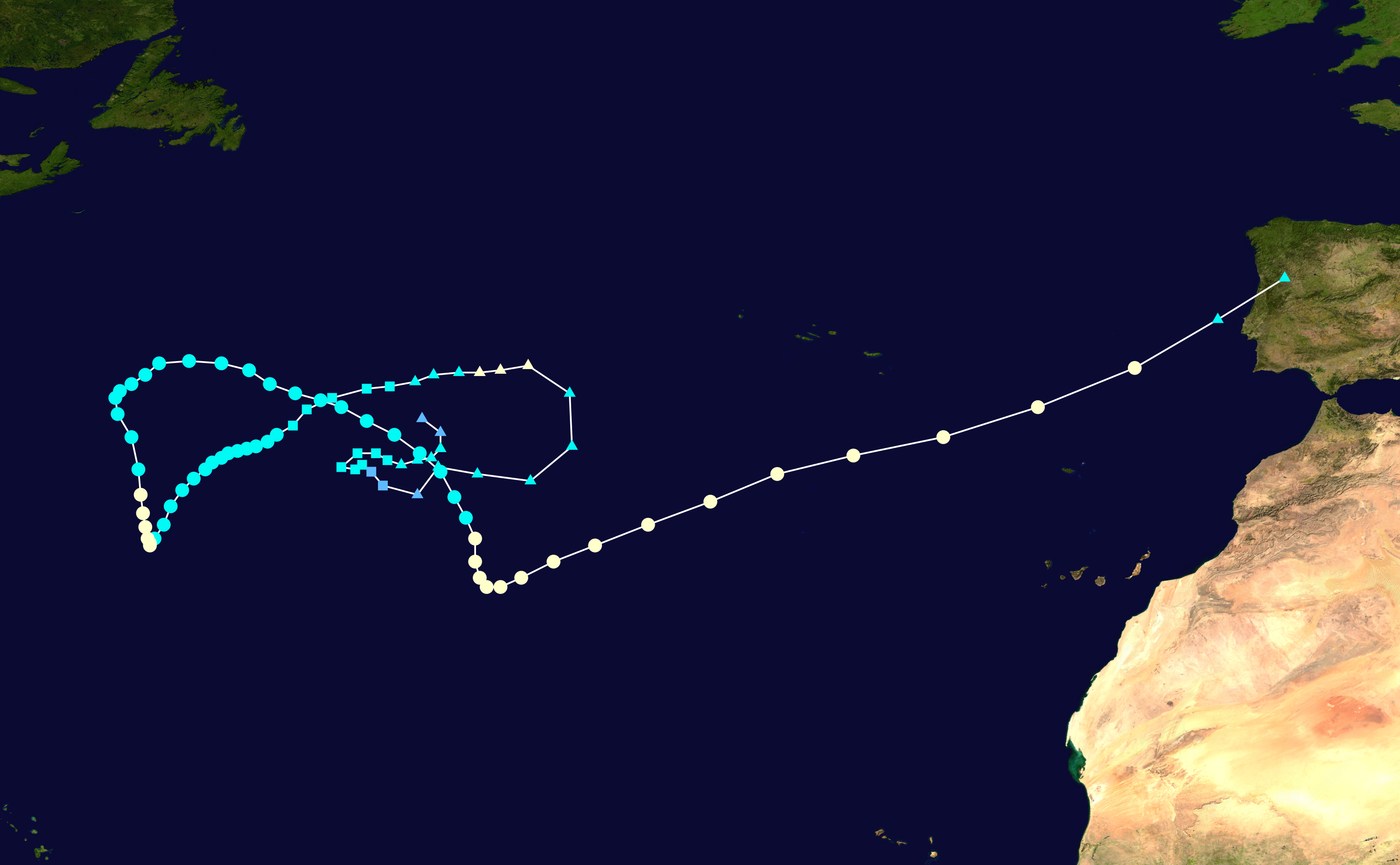
Recorrido de Leslie.

El 19 de septiembre, en mitad de un mes activo de formación de ciclones tropicales en la cuenca atlántica del norte, el Centro Nacional de Huracanes (NHC) empezó a controlar un sistema frontal de bajas presiones cerca de las islas Azores, con la posibilidad de adquirir características tropicales o subtropicales. Tres días más tarde, el 22 de septiembre, una baja no-tropical formada a lo largo de un frente aproximadamente 1000 kilómetros al sur de las Azores. La baja deprisa adquirió características subtropicales y a las 15:00 UTC del 23 de septiembre, el NHC inició su rastreo y seguimiento como Tormenta Subtropical Leslie.

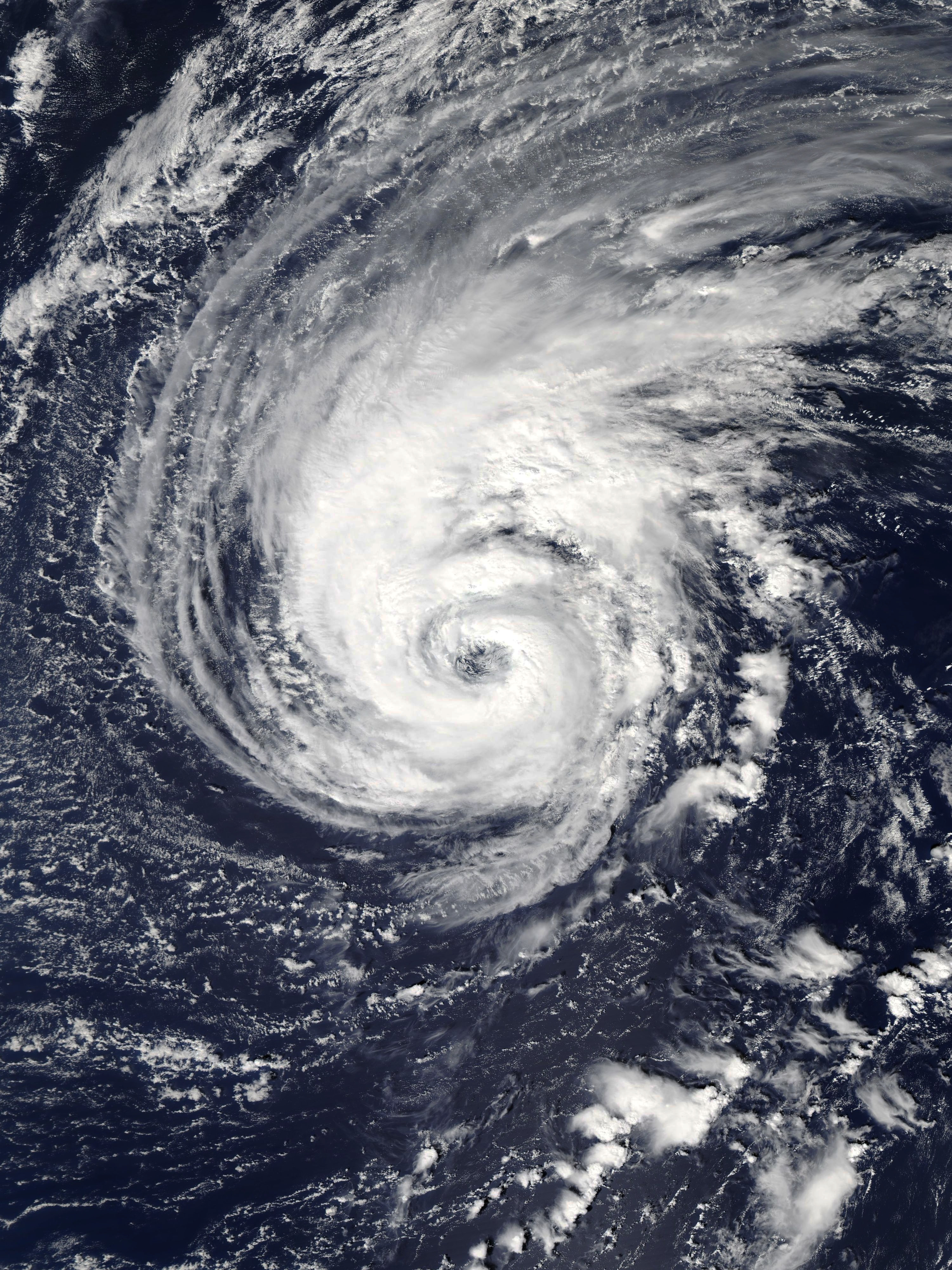
Huracán Leslie poco antes de su intensidad máxima inicial el 3 de octubre

A principios del mes de octubre Leslie se empezó a debilitar, tomando camino al nordeste. A las 18:00 UTC del 13 de octubre, Leslie transicionó a un ciclón extratropical. Tres horas más tarde, el NHC emitió su aviso de que Leslie se acercaba a la costa occidental de Portugal. Poco después, Leslie tocó tierra en Figueira da Foz a las 21:10 UTC, causando muchos daños materiales en la costa central del país.

## Preparaciones e impacto

### Madeira
La tarde del 11 de octubre, el Gobierno de Portugal emitió un aviso de tormenta tropical para Madeira. Se trataba del primer aviso de tormenta tropical conocido para aquella isla en su historia. Las autoridades locales cerraron playas y parques. La amenaza de la tormenta causó que ocho aerolíneas cancelasen vuelos a Madeira. Más de 180 partidos de deportes en la isla fueron cancelados. Aunque los avisos se eliminaron el 13 de octubre cuando Leslie se apartó de las islas, sí que se sintió el fuerte temporal marítimo en las costas de Madeira, con olas de hasta 6 metros.

### Portugal continental
Ante la llegada de Leslie, el IPMA emitió avisos rojos por vientos muy fuertes o condiciones costeras peligrosas para el día 13 en 18 distritos, incluyendo Lisboa. A las 21:10 UTC de ese día, Leslie tocó tierra en Figueira da Foz como tormenta extratropical y vientos de ciclón de 110 km/h. El país se vio afectado por lluvias torrenciales y fuerte oleaje, dejando 300.000 casas sin electricidad. Al menos 1.000 árboles fueron arrancados en las áreas costeras. El 14 de octubre se supo que 27 personas resultaron heridas. Leslie fue considerada como la primera tormenta de origen tropical en azotar la Península ibérica desde el huracán Vince en 2005, así como la tormenta más fuerte en afectar la península desde 1842.

### España
Los remanentes de Leslie, a su entrada en España, penetraron en el país por la provincia de Zamora, con 96 km/h alcanzados en Fuentesaúco, en la comarca de La Guareña, al sureste de la provincia. Igualmente en Castilla y León se registró la racha de viento más fuerte que dejó los restos del ciclón Leslie a su paso por España, la cual tuvo lugar durante la madrugada del sábado al domingo en la estación de esquí de La Pinilla (Provincia de Segovia) con 112 kilómetros por hora.
La Agencia Estatal de Meteorología (Aemet) activó el nivel de aviso "naranja" (riesgo importante) por lluvias y vientos fuertes en 8 comunidades autónomas.
Una vez diluido el huracán, la tarde del 14 de octubre se unió a un sistema frontal en el mediterráneo español, reactivando las precipitaciones. En Cataluña se registraron cantidades de precipitación entre 20 y 30 mm de lluvia en sólo media hora. Destacan los datos de 26,3 mm en Blancafort, 20,7 mm en Prades y 29 mm en Falset.

### Francia
El suministro de humedad de la depresión extratropical y la presencia de un frente frío provocaron fuertes lluvias en el sur de Francia, causando inundaciones locales. Así, la lluvia elevó el nivel del río Aude desde 6 m hasta Conques-sur-Orbiel y 7,5 m hasta Trèbes. Los servicios de emergencias no pudieron intervenir en ciertos sectores y 13 personas perdieron la vida y 5 resultaron gravemente heridas en estas inundaciones repentinas, especialmente en Villegailhenc. Se observaron ráfagas de viento de hasta 110 km/h en Sète.